# Толкачевичи-1
Толкаче́вичи-1 (бел. Таўкачэ́вічы-1) — деревня в Узденском районе Минской области Республики Беларусь. В составе Хотлянского сельсовета.

## История
Рядом с Толкачевичами найден курганный могильник.
В деревне находилась усадьба графов Грабовских, от которой сохранился амбар — памятник архитектуры XIX века, а также старинный парк с прудом и кедровой аллеей, посаженной графом Грабовским.
До 1 апреля 1960 года деревня входила в состав Шацкого сельсовета.

## Инфраструктура
Комплекс бытового обслуживания, фельдшерско-акушерский пункт, почтовое отделение, средняя школа-сад, торговые объекты.

## Экономика
Фабрика по изготовлению мебели.

## Культура
- Дом культуры
- Библиотека

## Достопримечательности

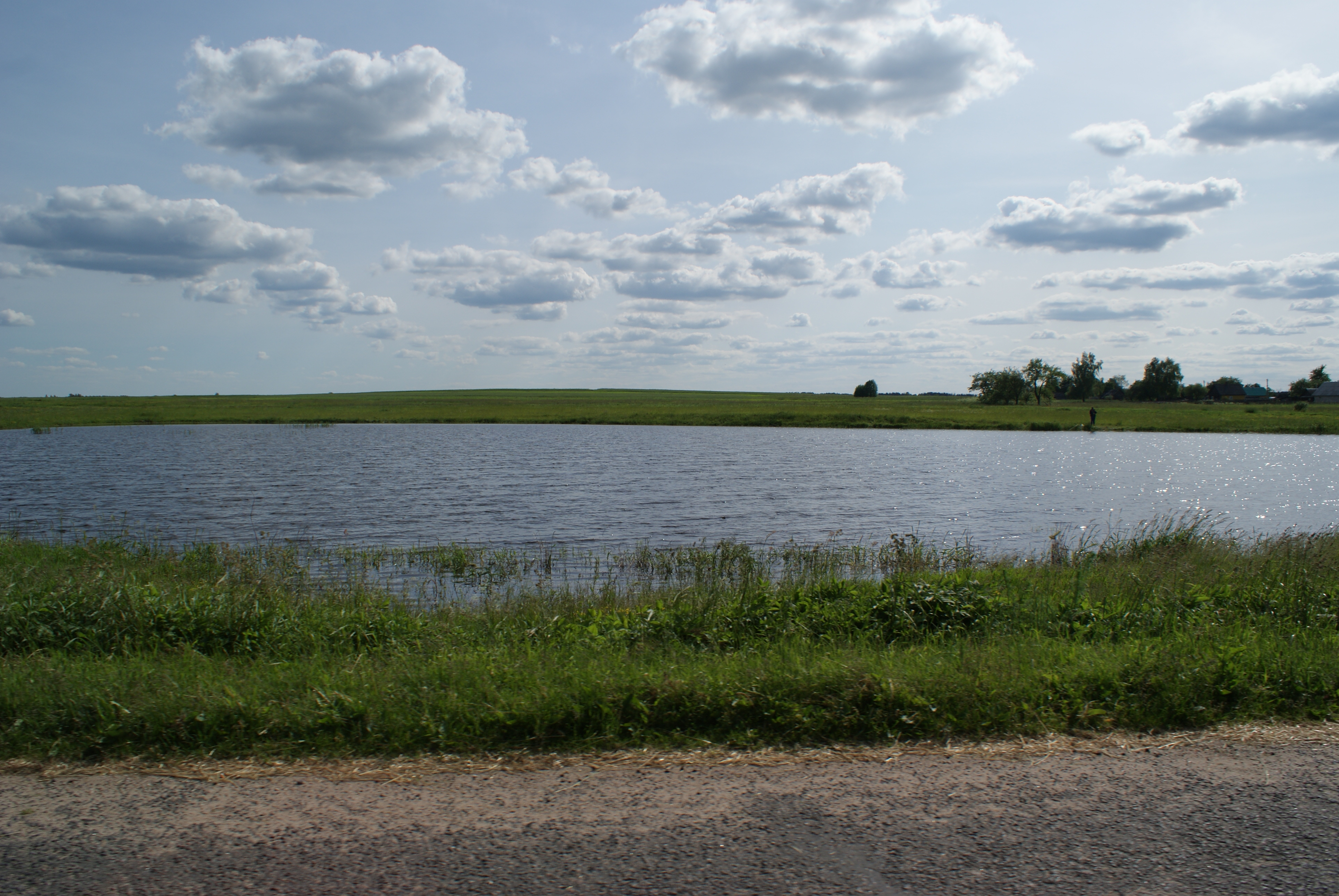
Озеро

- Курганный могильник, в 3 км на север от деревни Толкачевичи —  Историко-культурная ценность Республики Беларусь, шифр 613В000630.
- Амбар на усадьбе Грабовских в Толкачевичах
- Парк с многовековыми дубами и пруды

### Утраченное наследие
- Усадебный дом

Одноэтажный кирпичный усадебный дом, к которому вплотную прилегали с одной стороны пейзажный парк, с другой — фруктовый сад. Через парк к усадьбе вела аллея. В каменной ограде — парковый павильон, который венчала площадка, а крышу держали девять колонн. Это была своеобразная двухэтажная беседка для времяпровождения хозяев. Здесь же, в парке — оранжерея, где с помощью печек поддерживали температуру 20 градусов. В усадебном доме хранилась большая антикварная библиотека, предметы искусства: столовые приборы, бронзовые декоративные скульптуры.